# Antoni Mikołaj Matakiewicz
Antoni Mikołaj Matakiewicz (ur. 5 grudnia 1784 w Łańcucie, zm. 29 grudnia 1844 w Krakowie) – polski naukowiec, prawnik i filozof, notariusz, rektor Uniwersytetu Jagiellońskiego i prezes Towarzystwa Naukowego Krakowskiego.

## Życiorys
Urodził się w Łańcucie. W 1816 otrzymał tytuł doktora obojga praw Uniwersytetu Jagiellońskiego. Od tego czasu, aż do końca życia związany z krakowską uczelnią, gdzie wykładał prawo kryminalne i postępowanie cywilne; pracował również jako notariusz. Od 1816 do 1818 był sekretarzem Komisji Organizacyjnej przygotowującej zasady prawno-ustrojowych Wolnego Miasta Krakowa. Za zasługi na tym polu został w 1819 odznaczony przez Aleksandra I Orderem Św. Stanisława IV klasy, w 1820 otrzymał od cesarza Franciszka złotą tabakierę z inicjałami cesarskimi. W 1824 był posłem do Zgromadzenia Reprezentantów, jako reprezentant uczelni.

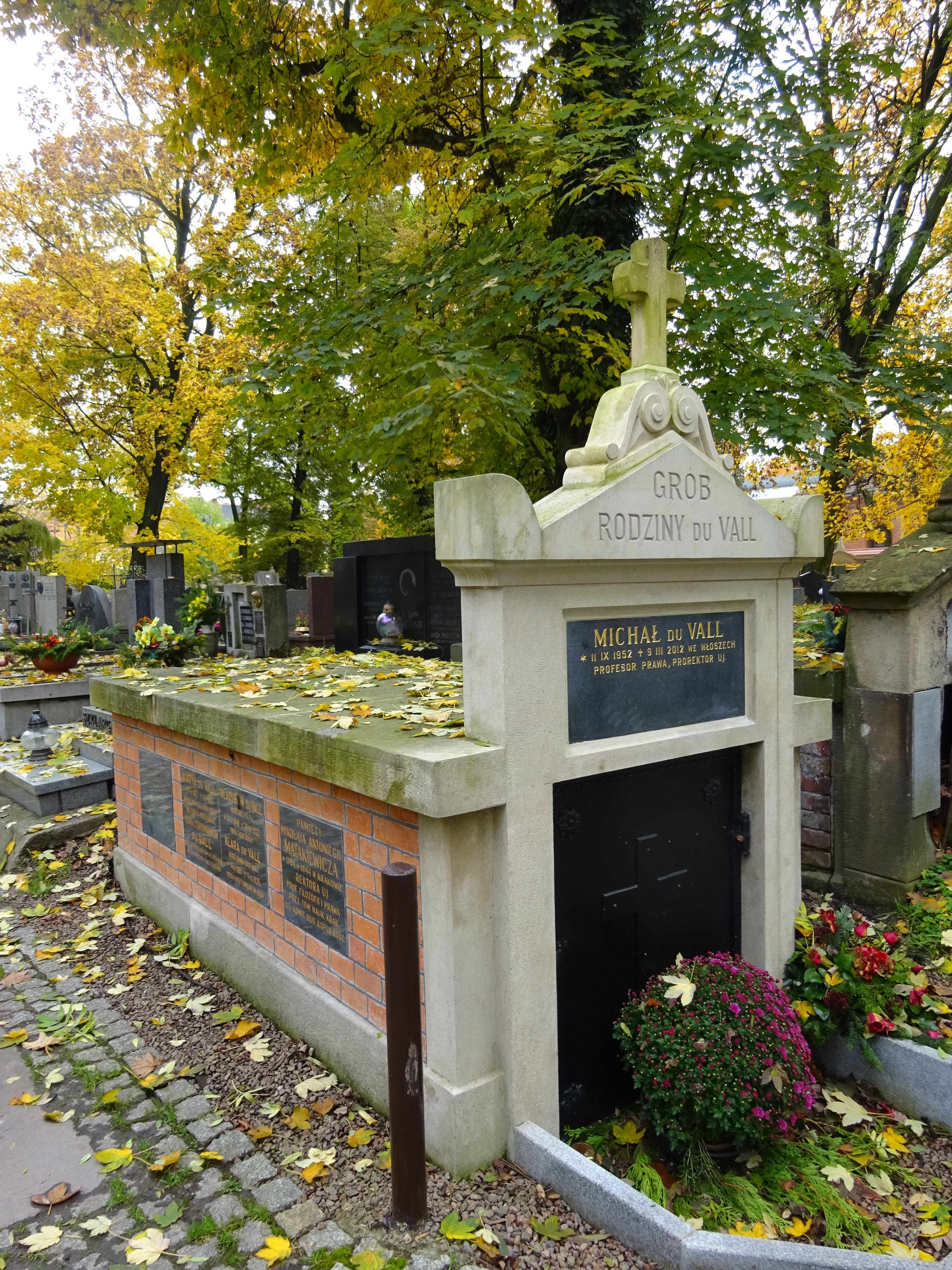
Upamiętnienie prof. Matakiewicza na grobowcu rodziny du Vall

Pełnił funkcję dziekana Wydziału Prawa, a w latach 1837-1839 objął stanowiska
rektora Uniwersytetu Jagiellońskiego i prezesa Towarzystwa Naukowego Krakowskiego.
W 1843 ponownie został posłem do Zgromadzenia Reprezentantów.
Był członkiem wielu towarzystw naukowych i społecznych m.in.  Komitetu Budowy Kopca Tadeusza Kościuszki (od 1821) czy członkiem korespondentem Królewskiego Towarzystwa Badaczy Starożytności w Kopenhadze.
Zmarł w 1844 w Krakowie, pochowany jest na cmentarzu Rakowickim, kw. B, rz. 7, gr. 24 (tablica wmurowana w grobowiec prof. M. du Valla, kw. Fa, zach., gr. 1).